# De Afrekening (boek)
The Reckoning (Nederlandse titel: De afrekening) is een in 2018 verschenen boek van de Amerikaanse auteur John Grisham. Het boek beschrijft de plotselinge moord op de lokale dominee. Het verhaal speelt in het fictieve stadje Clanton, waar meerdere verhalen van Grisham zich afspelen. Het verhaal beschrijft de Japanse behandeling van gevangenen tijdens de Tweede Wereldoorlog, uit impliciet kritiek op de toen geldende eugenetische wetgeving die seksueel verkeer tussen blanken en zwarten verbood, en op generaal MacArthur die incompetent leiderschap wordt verweten.

## Plot
Op een mooie oktoberdag in 1946 schiet Pete Banning, katoenboer en oorlogsheld, dominee Dexter Bell dood. De laatste woorden van de dominee zijn 'Als het om Lize is kan ik het uitleggen!' maar die kans krijgt hij niet omdat Pete drie kogels op hem afvuurt. Hij wacht gelaten tot hij wordt gearresteerd en voert niets ter verdediging aan. De OvJ heeft een makkelijke zaak, eist de doodstraf en krijgt die toegewezen. Pete accepteert zijn lot en wordt middels de elektrische stoel geëxecuteerd. Nabestaanden zijn zijn vrouw Lize die al anderhalf jaar in een gesticht zit, zijn zuster Florrie, en zijn kinderen Joel en Stella die beiden studeren.
Dan maakt het verhaal een flashback naar de periode dat Pete Lize in 1925 ontmoette, al snel leidend tot een zwangerschap en huwelijk. Pete was afgestudeerd aan West Point maar besluit uiteindelijk naar de boerderij van zijn ouders terug te keren met zijn bruid en kinderen. Vanwege de oorlogsdreiging wordt Pete opgeroepen en op de Filipijnen gestationeerd. Daar neemt hij in 1942 deel aan de slag om Bataan waar hij gevangengenomen wordt door de Japanners en gedwongen wordt in de Dodenmars van Bataan mee te lopen. Wanneer hij naar Japan wordt getransporteerd om daar te werk te worden gesteld, kan hij ontsnappen als het schip getorpedeerd wordt. Hij en zijn maten bereiken land en sluiten zich aan bij een guerrillaleger. Ruim twee jaar vecht hij in de jungle van Luzon, tot de Amerikanen de Filipijnen heroveren en hij gerepatrieerd wordt. Pete is een oorlogsheld.
Het derde deel behandelt de juridische strijd na Pete's executie. Jackie Bell, de weduwe van het slachtoffer, begint een rechtszaak tegen de executeur-testamentair en de kinderen om schadevergoeding te eisen voor het verlies van haar man, en om een voorgaande overdracht van Pete's land aan de kinderen aan te vechten zodat deze in de boedel valt. Beide rechtszaken wint ze, waardoor de eigendom van het land aan haar moet worden overgedragen. Op een avond ontsnapt Lize uit het gesticht, heeft een laatste gesprek met Florrie, en neemt een overdosis pillen in op het graf van haar man Pete.
De kinderen willen alleen nog maar zo ver mogelijk weg van Clanton, en bouwen ieder een eigen leven op. Dan worden ze bij Florrie geroepen, die inmiddels op sterven ligt. Ze vertelt de kinderen dat Pete haar de reden voor zijn daad had onthuld maar geheimhouding had geëist. Echter, van deze belofte ziet ze zich ontslagen nu ze ook de kant van Lize heeft gehoord. Het blijkt dat Lize een verhouding had met Jupe, een zwarte plukker op de boerderij. Toen dit leidde tot zwangerschap, vluchtte Jupe (wetend dat hij gelyncht zou worden) naar Chicago en regelde Dexter Bell een abortus. Door de complicaties hiervan liep ze een infectie op, waardoor haar seksdrift die voordien zeer levendig was, tot nul werd teruggebracht. Dit leidde tot spanningen en uiteindelijk zag ze zich gedwongen aan Pete de abortus op te biechten. Maar, de schande niet aandurvend te bekennen dat de vader een zwarte man was, zei ze dat Dexter de vader was. Daarna stortte ze mentaal zodanig in dat ze moest worden opgenomen. Pete trok zijn conclusies, deed afstand van zijn land ten gunste van zijn kinderen in een poging het familiebezit te redden, nam zijn Colt, en schoot onwetend de verkeerde persoon dood.
Deze leugen van Lize had grote gevolgen. Had ze de waarheid verteld dan was Jupe hoe dan ook onvindbaar geweest en waren beide echtgenoten en de dominee nog in leven geweest.